# Bukovec (hrad)
Bukovec je zaniklý hrad ve správním území stejnojmenné obce v okrese Košice-okolí v Košickém kraji na Slovensku. Nachází se na výběžku masivu vrchu Zámčisko na jihovýchodním okraji Volovských vrchů, jeden kilometr západně od vesnice. Existence hradu, z něhož se dochovaly terénní relikty s nevelkými stopami zdiva, je doložena v první polovině čtrnáctého století. V roce 1973 byly pozůstaky hradu zpola zničeny při výstavbě silnice.

## Historie
Jediná písemná zmínka o hradu pochází z roku 1330, kdy byl uveden v listině vymezující hranice panství synů Štěpána Czsurky. Archaická podoba hradu a věže však odpovídá typickým sídlům bohatší drobné šlechty ze třináctého století. Rodu Csurků z Malé Idy okolní krajina patřila až do začátku patnáctého století, kdy panství převzal král Zikmund. Tehdy v okolí probíhaly královské pokusy o dolování rud a nejspíše někdy v té době byl hrad opuštěn. Pozemky poté od panovníka roku 1427 získal rodu šlechticů z Geče. Roku 1973 probíhala stavba lesní silnice, při níž byla polovina hradu zcela zničena.

## Stavební podoba
Severovýchodní část hradu zcela zanikla. Dochované torzo hradního jádra obklopuje dvacet metrů široký příkop, který místy dosahuje hloubky deseti metrů. Na jihu se v něm nachází pahorek, z něhož do jádra pravděpodobně vedl most. Obvod jádra byl vymezen kamennou, jeden metr silnou hradbou. Hlavní a jedinou doloženou stavbou v jádře byla patrně rozměrná obytná věž s šířkou patnáct a délkou patnáct až dvacet metrů. Tloušťka zdiva, včetně jedné příčky, měří 2,35 metru.